# 大瘤峨螺
大瘤峨螺（学名：Siphonalia callizona bicallizona），是新腹足目峨螺科Siphonalia的一种。主要分布于台湾，常栖息在浅海沙底。